# Methylový radikál
Methylový radikál je radikál se vzorcem CH3•, nestálý bezbarvý plyn vytvářený při krakování ropy jako meziprodukt tvorby dalších uhlovodíků. Může reagovat jako silné oxidační i redukční činidlo.

## Chemické vlastnosti
První ionizační potenciál (potenciál tvorby metheniového iontu, CH +
3 ) je 9,837±0,005 eV.

### Redoxní reakce
Uhlík methylového radikálu na sebe může navazovat donory elektronů:
CH3• + R• → RCH3
Při zachycování nukleofilů (R•) se methyl chová jako oxidační činidlo; methyl snadno oxiduje organické sloučeniny, ale pro molekuly jako je voda se jedná o silně redukující látku. Nevytváří vodné roztoky, protože vodu redukuje na methanol a vodík:
2 CH3• + 2 H2O → 2 CH3OH + H2

### Ostatní reakce
Methyl vstupuje do podobných reakcí jako jiné radikály. Při teplotách pod přibližně 1100 °C se rychle dimerizuje na ethan. Za přítomnosti alkoholů se mění na methan a alkoxy nebo hydroxyalkylové radikály. Redukcí methylového radikálu vzniká methan. Za teplot nad 1400 °C se methyl rozkládá na methylidyn a molekulární vodík, nebo methylen a atomární vodík:
CH3• → CH• + H2
CH3• → CH2• + H•
Methylový radikál snadno reaguje s kovy, za tvorby methylkovových sloučenin:
M + n CH3• → M(CH3)n

## Struktura
Molekulová geometrie methylového radikálu je trigonálně rovinná (vazebné úhly činí 120°), i když energie potřebná k přechodu na trigonálně pyramidální geometrii je nízká. Podobně se „pyramidizují“ i další elektronově neutrální a nekonjugované alkylové radikály, například terc-butyl má vazebný úhel 118° a bariéra pyramidální inverze u něj činí přibližně 3 kJ/mol. Při nahrazení atomů vodíku elektronegativnějšími substituenty vznikají radikály se stabilními pyramidálními geometriemi (112°), například trifluormethyl, CF3•, jehož bariéra inverze je kolem 100 kJ/mol.

## Vznik

### Biosyntéza
Některé radikálové SAM enzymy vytváří methylové radikály redukcí S-adenosylmethioninu.

### Fotolýza acetonu
Methylové radikály lze vytvořit ultrafialovou (193 nm) fotolýzou par acetonu
C3H6O → CO + 2 CH3•

### Fotolýza halgenmethanů
Methylový radikál vzniká rovněž při fotolýze halogenmethanů:
CH3X → X• + CH3•

### Oxidace methanu
Další možností vytváření methylových radikálů je oxidace methanu hydroxylovým radikálem:
OH• + CH4 → CH3• + H2O
Tento mechanismus je hlavním způsobem odstraňování methanu z atmosféry, probíhá v troposféře a stratosféře; jedná se o jeden z nejvýznamnějších zdrojů vodní páry v horních vrstvách atmosféry.
V troposféře se methan působením této reakce rozkládá s poločasem 9,6 roku. Menší podíl mají reakce s •OH, •Cl a •O1D probíhající ve stratosféře, spojením všech mechanismů vychází poločas rozkladu methanu v atmosféře na 8,4 roku.

### Pyrolýza azomethanu
Methylové radikály mohou vznikat i při pyrolýze azomethanu, CH3N=NCH3, za nízkého tlaku.

## V mezihvězdném prostředí
V roce 2000 byly methylové radikály nalezeny v mezihvězdných mračnech nacházejících se směrem ke středu Mléčné dráhy.